# Wandeling buiten de muren
Wandeling buiten de muren (Frans: Promenade hors les murs) is een historieschilderij van Hendrik Leys uit 1854. Het is door de koninklijke collectie van België uitgeleend aan het Museum voor Schone Kunsten van Gent.

## Geschiedenis
Leys maakte het romantische schilderij voor de Salon van Brussel van 1854. Als nagenoeg onbekende nam hij vervolgens deel aan de Wereldtentoonstelling van 1855 in Parijs. Een van de drie schilderijen die hij er presenteerde was Wandeling buiten de muren, waarvoor hij zich geïnspireerd had op een prentenreeks van Eugène Delacroix uit 1828. Het doek toont Faust en zijn assistent Wagner gezeten op een bank, terwijl ze de langsstromende mensenmassa observeren. Het werd geprezen voor de levensechte reconstructie van een 16e-eeuwse wereld. Leys maakte ook een ets van het werk. Op basis van de ets schreef Théophile Gautier beeldende verzen in zijn Sonnets et Eaux-fortes uit 1868.

## Bron
- Parijs-Brussel, Brussel-Parijs. Realisme, impressionisme, symbolisme, art nouveau. De artistieke dialoog tussen Frankrijk en België, 1848-1914, 1997, p. 80. ISBN 9789061533900